# Ana-Maria Crnogorčević
Ana-Maria Crnogorčević (Steffisburg, 3 ottobre 1990) è una calciatrice svizzera di origini croate, attaccante dello Seattle Reign e della nazionale svizzera.

## Carriera

### Club
Ana-Maria Crnogorčević, nata da una famiglia di cittadinanza croata trasferitasi in Svizzera, si avvicina al calcio fin da piccola giocando con gli amici del quartiere, ma viene indirizzata dal padre, che non lo giudica uno sport adatto a una ragazzina, a iniziare la carriera sportiva giocando a tennis. Raggiunta però l'età di 11 anni, con la complicità della madre, si tessera con lo Steffisburg, società di calcio dell'omonimo comune del Canton Berna.
Con la squadra Juniores C dello Steffisburg gioca fino ai 14 anni quando, grazie a una speciale autorizzazione, passa al Rot Schwarz Thun per giocare nella Lega Nazionale B dalla stagione 2004-2005. Con la maglia rossonera contribuisce a conquistare la promozione in Lega Nazionale A e, nella stagione 2008-2009, a risultare con 24 reti segnate la maggior marcatrice del campionato nonché a conquistare la Coppa Svizzera di categoria al termine della stagione 2008-2009.
Le prestazioni offerte nel campionato svizzero femminile di calcio attirano l'interesse delle società estere e nell'estate 2009 accetta la proposta dell'Amburgo per passare alla Frauen-Bundesliga, il massimo livello del campionato tedesco. Con l'Amburgo rimane due stagioni, congedandosi con un tabellino personale di 14 reti segnate su 39 partite.
Nell'estate 2011 sottoscrive un contratto con l'1. FFC Francoforte cogliendo alla sua prima stagione, la 2011-2012, il terzo posto in Bundesliga, dietro a Turbine Potsdam e Wolfsburg, e grazie al secondo posto ottenuto dalla società la stagione precedente il 28 settembre ha il suo debutto internazionale per squadre di club nella stagione 2011-2012 della UEFA Women's Champions League, nella partita persa per 1-0 con le norvegesi dello Stabæk, campionato che la società tedesca si contenderà nella finale del 17 maggio 2012, poi persa per 2-0, con le francesi dell'Olympique Lione.
Il risultato più prestigioso nel campionato tedesco lo ottiene nella DFB-Pokal femminile, la coppa per club di categoria, conquistata dall'1. FFC Francoforte al termine della stagione 2013-2014. Quello internazionale per club con la conquista al termine della stagione 2014-2015 della sua prima Champions League e la quarta per la società.
Nella seconda parte della stagione 2017-2018, dopo sette stagioni consecutive con la maglia dell'1. FFC Francoforte, ha lasciato la Germania per trasferirsi al Portland Thorns, società statunitense impegnata nella National Women's Soccer League.
Il 4 dicembre 2019, Crnogorčević viene ufficialmente ingaggiata dal Barcellona, nella massima serie spagnola. Nei suoi quattro anni con la formazione blaugrana, l'attaccante vince quattro campionati, due Champions League, tre coppe nazionali e tre Supercoppe spagnole.
Il 6 settembre 2023, viene ufficialmente ingaggiata a titolo definitivo dall'Atlético Madrid, con cui firma un contratto annuale. A disposizione del tecnico Manuel Cano debutta con la nuova maglia il 16 settembre, alla 2ª giornata di campionato nella vittoria casalinga sull'Athletic Bilbao, maturando in seguito altre 13 presenze, con una rete, sempre più diradate verso fine stagione, una sola con il nuovo tecnico Arturo Ruiz, alle quali si sommano le 3 in Coppa della Regina e una in Supercoppa.
Al termine della stagione decide di lasciare il club madrileno per trasferirsi negli Stati Uniti, per la seconda volta nella sua carriera, firmando un contratto che la lega allo Seattle Reign fino a tutto il 2025.

### Nazionale

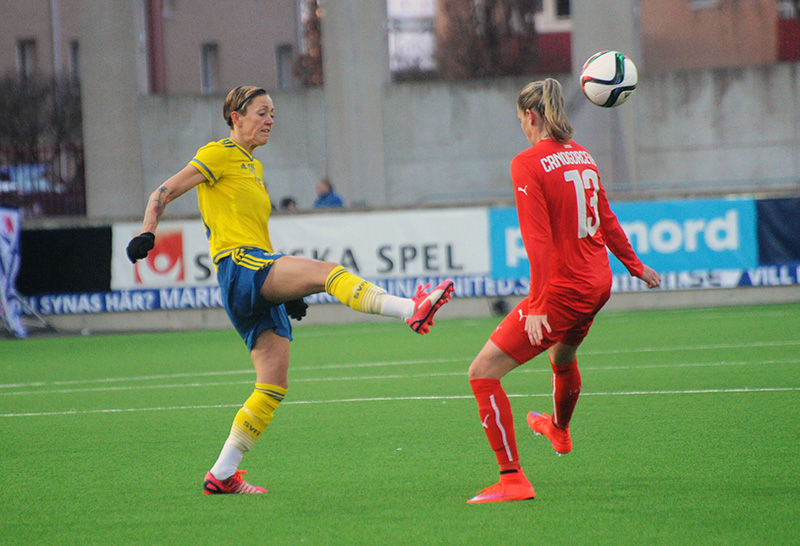
Ana-Maria Crnogorčević in un contrasto con una giocatrice della Nazionale svedese il 5 aprile 2015.

Notata ben presto dagli osservatori dell'Associazione Svizzera di Football, viene contattata per entrare nel giro della nazionale facendo la trafila delle giovanili, prima nella Nazionale under 17 e quindi nell'under 19 dove fa il suo debutto il 26 settembre 2006, nella partita valida per il primo turno di qualificazione all'edizione 2007 del Campionato europeo di categoria, incontro vinto per 5-0 sulle pari età della Turchia.
In seguito, grazie alla qualificazione ottenuta al termine dell'edizione 2011 del Campionato europeo, viene selezionata nella formazione under 20 che rappresenterà la Svizzera nel Mondiale del Giappone 2012. A disposizione del tecnico Yannick Schwery, la giocatrice elvetica disputa tutti i tre incontri giocati nel trofeo FIFA, dove la Svizzera, inserita nel gruppo A con Giappone, Messico e Nuova Zelanda, li perde tutti venendo eliminata già alla fase a gironi.
Nel frattempo viene selezionata per vestire la maglia della Nazionale maggiore con la quale debutta nel ruolo di ala destra il 12 agosto 2009 nella partita amichevole giocata con la Svezia e vinta dalle elvetiche per 3-0.
Nel corso delle qualificazioni al mondiale 2015 contribuisce con 9 reti segnate, uno solo dietro alla capocannoniere e connazionale Lara Dickenmann, alla conquista del primo posto del Gruppo 3 ed alla storica qualificazione alla fase finale in un Mondiale della nazionale svizzera.
Il 9 luglio 2022, durante lo svolgimento dell'Europeo di Inghilterra 2022, raggiungendo la cifra di 136 partite disputate diventa la calciatrice svizzera con più presenze in assoluto nella propria nazionale maggiore, battendo il precedente primato appartenente a Lara Dickenmann, ferma a 135.

## Statistiche

### Presenze e reti nei club
Statistiche (parziali) aggiornate al 31 maggio 2024.
| Stagione                  | Squadra                   | Campionato                | Campionato | Campionato | Coppe nazionali | Coppe nazionali | Coppe nazionali | Coppe internazionali | Coppe internazionali | Coppe internazionali | Altre coppe | Altre coppe | Altre coppe | Totale | Totale |
| Stagione                  | Squadra                   | Comp                      | Pres       | Reti       | Comp            | Pres            | Reti            | Comp                 | Pres                 | Reti                 | Comp        | Pres        | Reti        | Pres   | Reti   |
| ------------------------- | ------------------------- | ------------------------- | ---------- | ---------- | --------------- | --------------- | --------------- | -------------------- | -------------------- | -------------------- | ----------- | ----------- | ----------- | ------ | ------ |
| 2009-2010                 | Amburgo                   | BL                        | 19         | 8          | CG              | 1               | 0               | -                    | -                    | -                    | -           | -           | -           | 20     | 8      |
| 2010-2011                 | Amburgo                   | BL                        | 20         | 6          | CG              | 2               | 2               | -                    | -                    | -                    | -           | -           | -           | 22     | 8      |
| Totale Amburgo            | Totale Amburgo            | Totale Amburgo            | 39         | 14         | -               | 3               | 2               | -                    | -                    | -                    | -           | -           | -           | 42     | 16     |
| 2011-2012                 | 1. FFC Francoforte        | BL                        | 15         | 8          | CG              | 3               | 1               | UWCL                 | 8                    | 3                    | -           | -           | -           | 26     | 12     |
| 2012-2013                 | 1. FFC Francoforte        | BL                        | 13         | 2          | CG              | 0               | 0               | -                    | -                    | -                    | -           | -           | -           | 13     | 2      |
| 2013-2014                 | 1. FFC Francoforte        | BL                        | 22         | 4          | CG              | 5               | 1               | -                    | -                    | -                    | -           | -           | -           | 27     | 5      |
| 2014-2015                 | 1. FFC Francoforte        | BL                        | 20         | 1          | CG              | 3               | 0               | UWCL                 | 9                    | 0                    | -           | -           | -           | 32     | 1      |
| 2015-2016                 | 1. FFC Francoforte        | BL                        | 18         | 0          | CG              | 2               | 0               | UWCL                 | 6                    | 1                    | -           | -           | -           | 26     | 1      |
| 2016-2017                 | 1. FFC Francoforte        | BL                        | 12         | 4          | CG              | 1               | 0               | -                    | -                    | -                    | -           | -           | -           | 13     | 4      |
| 2017-mar 2018             | 1. FFC Francoforte        | BL                        | 14         | 2          | CG              | 3               | 0               | -                    | -                    | -                    | -           | -           | -           | 17     | 2      |
| Totale 1. FFC Francoforte | Totale 1. FFC Francoforte | Totale 1. FFC Francoforte | 114        | 21         | -               | 17              | 2               | -                    | 23                   | 4                    | -           | -           | -           | 154    | 27     |
| 2018                      | Portland Thorns           | NWSL                      | 22         | 5          | -               | -               | -               | -                    | -                    | -                    | -           | -           | -           | 22     | 5      |
| 2019                      | Portland Thorns           | NWSL                      | 12         | 1          | -               | -               | -               | -                    | -                    | -                    | -           | -           | -           | 12     | 1      |
| Totale Portland Thorns    | Totale Portland Thorns    | Totale Portland Thorns    | 34         | 6          | -               | -               | -               | -                    | -                    | -                    | -           | -           | -           | 34     | 6      |
| gen-giu 2020              | Barcellona                | PD                        | 6          | 0          | CS              | 3               | 0               | UWCL                 | 0                    | 0                    | SS          | 2           | 0           | 11     | 0      |
| 2020-2021                 | Barcellona                | PD                        | 27         | 4          | CS              | 2               | 0               | UWCL                 | 5                    | 0                    | SS          | 1           | 0           | 27     | 1      |
| 2021-2022                 | Barcellona                | PD                        | 20         | 5          | CS              | 2               | 1               | UWCL                 | 9                    | 1                    | SS          | -           | -           | 25     | 2      |
| 2022-2023                 | Barcellona                | PD                        | 29         | 8          | CS              | -               | -               | UWCL                 | 9                    | 2                    | SS          | 2           | 0           | 17     | 4      |
| Totale Barcellona         | Totale Barcellona         | Totale Barcellona         | 82         | 17         | -               | 7               | 1               | -                    | 23                   | 3                    | -           | 5           | 0           | 117    | 21     |
| 2023-2024                 | Atlético Madrid           | PD                        | 14         | 1          | CS              | 3               | 0               | -                    | -                    | -                    | SS          | 1           | 0           | 18     | 1      |
| ago-ott 2024              | Seattle Reign             | NWSL                      | -          | -          | -               | -               | -               | -                    | -                    | -                    | -           | -           | -           | -      | -      |
| Totale carriera           | Totale carriera           | Totale carriera           | 283        | 59         | -               | 30              | 5               | -                    | 46                   | 7                    | -           | 6           | 0           | 2365   | 71     |

### Cronologia presenze e reti in nazionale
(parziale)

| Cronologia completa delle presenze e delle reti in nazionale ― Svizzera | Cronologia completa delle presenze e delle reti in nazionale ― Svizzera | Cronologia completa delle presenze e delle reti in nazionale ― Svizzera | Cronologia completa delle presenze e delle reti in nazionale ― Svizzera | Cronologia completa delle presenze e delle reti in nazionale ― Svizzera | Cronologia completa delle presenze e delle reti in nazionale ― Svizzera | Cronologia completa delle presenze e delle reti in nazionale ― Svizzera | Cronologia completa delle presenze e delle reti in nazionale ― Svizzera |
| Data                                                                    | Città                                                                   | In casa                                                                 | Risultato                                                               | Ospiti                                                                  | Competizione                                                            | Reti                                                                    | Note                                                                    |
| ----------------------------------------------------------------------- | ----------------------------------------------------------------------- | ----------------------------------------------------------------------- | ----------------------------------------------------------------------- | ----------------------------------------------------------------------- | ----------------------------------------------------------------------- | ----------------------------------------------------------------------- | ----------------------------------------------------------------------- |
| 12-8-2009                                                               | Bienne                                                                  | Svizzera                                                                | 3 – 0                                                                   | Svezia                                                                  | Amichevole                                                              | -                                                                       |                                                                         |
| 10-9-2009                                                               | Ginevra                                                                 | Svizzera                                                                | 0 – 0                                                                   | Scozia                                                                  | Amichevole                                                              | -                                                                       |                                                                         |
| 18-9-2009                                                               | Wohlen                                                                  | Svizzera                                                                | 2 – 0                                                                   | Irlanda                                                                 | Qual. Mondiali 2011                                                     | -                                                                       |                                                                         |
| 23-9-2009                                                               | Sciaffusa                                                               | Svizzera                                                                | 1 – 2                                                                   | Russia                                                                  | Qual. Mondiali 2011                                                     | -                                                                       | 82’                                                                     |
| 28-10-2009                                                              | Petah Tiqwa                                                             | Israele                                                                 | 1 – 2                                                                   | Svizzera                                                                | Qual. Mondiali 2011                                                     | -                                                                       | 65’                                                                     |
| 24-2-2010                                                               | Larnaca                                                                 | Canada                                                                  | 2 – 1                                                                   | Svizzera                                                                | Cyprus Cup 2010 - 1º turno                                              | -                                                                       |                                                                         |
| 1-3-2010                                                                | Nicosia                                                                 | Inghilterra                                                             | 2 – 2                                                                   | Svizzera                                                                | Cyprus Cup 2010 - 1º turno                                              | -                                                                       | 90+1’                                                                   |
| 4-3-2010                                                                | Nicosia                                                                 | Paesi Bassi                                                             | 4 – 0                                                                   | Svizzera                                                                | Cyprus Cup 2010 - Finale 3º posto                                       | -                                                                       |                                                                         |
| 27-3-2010                                                               | San Gallo                                                               | Svizzera                                                                | 6 – 0                                                                   | Israele                                                                 | Qual. Mondiali 2011                                                     | 1                                                                       |                                                                         |
| 31-3-2010                                                               | Dublino                                                                 | Irlanda                                                                 | 1 – 2                                                                   | Svizzera                                                                | Qual. Mondiali 2011                                                     | -                                                                       | 64’                                                                     |
| 8-5-2010                                                                | Lucerna                                                                 | Svizzera                                                                | 0 – 2                                                                   | Francia                                                                 | Amichevole                                                              | -                                                                       | 65’                                                                     |
| 4-6-2010                                                                | Montreux                                                                | Svizzera                                                                | 3 – 3                                                                   | Scozia                                                                  | Amichevole                                                              | 2                                                                       | 73’                                                                     |
| 11-6-2010                                                               | Basilea                                                                 | Svizzera                                                                | 0 – 1                                                                   | Brasile                                                                 | Amichevole                                                              | -                                                                       | 46’                                                                     |
| 23-6-2010                                                               | Astana                                                                  | Kazakistan                                                              | 2 – 4                                                                   | Svizzera                                                                | Qual. Mondiali 2011                                                     | 1                                                                       | 81’                                                                     |
| 21-8-2010                                                               | Friburgo                                                                | Svizzera                                                                | 8 – 0                                                                   | Kazakistan                                                              | Qual. Mondiali 2011                                                     | 3                                                                       |                                                                         |
| 13-9-2010                                                               | Leicester                                                               | Inghilterra                                                             | 2 – 0                                                                   | Svizzera                                                                | Qual. Mondiali 2011                                                     | -                                                                       | 76’                                                                     |
| 17-9-2010                                                               | Wohlen                                                                  | Svizzera                                                                | 2 – 3                                                                   | Inghilterra                                                             | Qual. Mondiali 2011                                                     | -                                                                       |                                                                         |
| 3-10-2010                                                               | Viborg                                                                  | Danimarca                                                               | 1 – 3                                                                   | Svizzera                                                                | Qual. Mondiali 2011                                                     | 1                                                                       |                                                                         |
| 23-10-2010                                                              | Treviso                                                                 | Italia                                                                  | 1 – 0                                                                   | Svizzera                                                                | Qual. Mondiali 2011                                                     | -                                                                       |                                                                         |
| 27-10-2010                                                              | Aarau                                                                   | Svizzera                                                                | 2 – 4                                                                   | Italia                                                                  | Qual. Mondiali 2011                                                     | -                                                                       |                                                                         |
| 14-5-2011                                                               | Edmonton                                                                | Canada                                                                  | 1 – 1                                                                   | Svizzera                                                                | Amichevole                                                              | -                                                                       | 46’                                                                     |
| 18-5-2011                                                               | Lucerna                                                                 | Svizzera                                                                | 1 – 2                                                                   | Stati Uniti                                                             | Amichevole                                                              | -                                                                       |                                                                         |
| 21-8-2011                                                               | Glasgow                                                                 | Scozia                                                                  | 5 – 0                                                                   | Svizzera                                                                | Amichevole                                                              | -                                                                       | 63’                                                                     |
| 24-8-2011                                                               | Dublino                                                                 | Irlanda                                                                 | 0 – 1                                                                   | Svizzera                                                                | Amichevole                                                              | -                                                                       | 46’                                                                     |
| 17-9-2011                                                               | Karlsruhe                                                               | Germania                                                                | 4 – 1                                                                   | Svizzera                                                                | Qual. Euro 2013                                                         | -                                                                       |                                                                         |
| 21-9-2011                                                               | Aarau                                                                   | Svizzera                                                                | 4 – 1                                                                   | Romania                                                                 | Qual. Euro 2013                                                         | 2                                                                       |                                                                         |
| 23-10-2011                                                              | Madrid                                                                  | Spagna                                                                  | 3 – 2                                                                   | Svizzera                                                                | Qual. Euro 2013                                                         | -                                                                       |                                                                         |
| 28-2-2012                                                               | Nicosia                                                                 | Francia                                                                 | 3 – 0                                                                   | Svizzera                                                                | Cyprus Cup 2012 - 1º turno                                              | -                                                                       | 52’                                                                     |
| 1-3-2012                                                                | Larnaca                                                                 | Svizzera                                                                | 0 – 1                                                                   | Inghilterra                                                             | Cyprus Cup 2012 - 1º turno                                              | -                                                                       | 71’                                                                     |
| 4-3-2012                                                                | Paralimni                                                               | Finlandia                                                               | 3 – 1                                                                   | Svizzera                                                                | Cyprus Cup 2012 - 1º turno                                              | 1                                                                       |                                                                         |
| 6-3-2012                                                                | Larnaca                                                                 | Svizzera                                                                | 5 – 0                                                                   | Irlanda del Nord                                                        | Cyprus Cup 2012 - Finale 11º posto                                      | 1                                                                       |                                                                         |
| 31-3-2012                                                               | Zurigo                                                                  | Svizzera                                                                | 5 – 0                                                                   | Turchia                                                                 | Qual. Euro 2013                                                         | 1                                                                       | 76’                                                                     |
| 5-4-2012                                                                | Wohlen                                                                  | Svizzera                                                                | 0 – 6                                                                   | Germania                                                                | Qual. Euro 2013                                                         | -                                                                       |                                                                         |
| 26-5-2012                                                               | Ginevra                                                                 | Svizzera                                                                | 1 – 0                                                                   | Irlanda                                                                 | Amichevole                                                              | -                                                                       |                                                                         |
| 17-6-2012                                                               | Aarau                                                                   | Svizzera                                                                | 4 – 3                                                                   | Spagna                                                                  | Qual. Euro 2013                                                         | 1                                                                       |                                                                         |
| 21-6-2012                                                               | Bucarest                                                                | Romania                                                                 | 4 – 2                                                                   | Svizzera                                                                | Qual. Euro 2013                                                         | 1                                                                       |                                                                         |
| 15-9-2012                                                               | Istanbul                                                                | Turchia                                                                 | 1 – 3                                                                   | Svizzera                                                                | Qual. Euro 2013                                                         | -                                                                       |                                                                         |
| 19-9-2012                                                               | Nur-Sultan                                                              | Kazakistan                                                              | 1 – 0                                                                   | Svizzera                                                                | Qual. Euro 2013                                                         | -                                                                       |                                                                         |
| 23-10-2012                                                              | Stoccolma                                                               | Svezia                                                                  | 3 – 0                                                                   | Svizzera                                                                | Amichevole                                                              | -                                                                       | 46’                                                                     |
| 6-3-2013                                                                | Larnaca                                                                 | Canada                                                                  | 2 – 0                                                                   | Svizzera                                                                | Cyprus Cup 2013 - 1º turno                                              | -                                                                       |                                                                         |
| 8-3-2013                                                                | Nicosia                                                                 | Svizzera                                                                | 1 – 1                                                                   | Paesi Bassi                                                             | Cyprus Cup 2013 - 1º turno                                              | -                                                                       |                                                                         |
| 14-3-2013                                                               | Larnaca                                                                 | Nuova Zelanda                                                           | 2 – 1                                                                   | Svizzera                                                                | Cyprus Cup 2013 - Finale 3º posto                                       | 1                                                                       |                                                                         |
| 6-4-2013                                                                | Bienne                                                                  | Svizzera                                                                | 3 – 1                                                                   | Norvegia                                                                | Amichevole                                                              | 1                                                                       |                                                                         |
| 19-6-2013                                                               | Helsinki                                                                | Finlandia                                                               | 2 – 2                                                                   | Svizzera                                                                | Amichevole                                                              | 1                                                                       |                                                                         |
| 21-9-2013                                                               | Nyon                                                                    | Svizzera                                                                | 9 – 0                                                                   | Serbia                                                                  | Qual. Mondiali 2015                                                     | 3                                                                       |                                                                         |
| 26-9-2013                                                               | Reykjavík                                                               | Islanda                                                                 | 0 – 2                                                                   | Svizzera                                                                | Qual. Mondiali 2015                                                     | -                                                                       |                                                                         |
| 31-10-2013                                                              | Copenaghen                                                              | Danimarca                                                               | 0 – 1                                                                   | Svizzera                                                                | Qual. Mondiali 2015                                                     | -                                                                       |                                                                         |
| 13-1-2014                                                               | Lisbona                                                                 | Portogallo                                                              | 1 – 2                                                                   | Svizzera                                                                | Amichevole                                                              | -                                                                       |                                                                         |
| 17-1-2014                                                               | Valladolid                                                              | Spagna                                                                  | 1 – 2                                                                   | Svizzera                                                                | Amichevole                                                              | 2                                                                       |                                                                         |
| 15-2-2014                                                               | Petah Tiqwa                                                             | Israele                                                                 | 0 – 5                                                                   | Svizzera                                                                | Qual. Mondiali 2015                                                     | 1                                                                       |                                                                         |
| 5-3-2014                                                                | Nicosia                                                                 | Svizzera                                                                | 1 – 1                                                                   | Corea del Sud                                                           | Cyprus Cup 2014 - 1º turno                                              | -                                                                       |                                                                         |
| 7-3-2014                                                                | Larnaca                                                                 | Svizzera                                                                | 2 – 1                                                                   | Nuova Zelanda                                                           | Cyprus Cup 2014 - 1º turno                                              | -                                                                       | 61’                                                                     |
| 10-3-2014                                                               | Paralimni                                                               | Svizzera                                                                | 1 – 2                                                                   | Irlanda                                                                 | Cyprus Cup 2014 - 1º turno                                              | -                                                                       |                                                                         |
| 12-3-2014                                                               | Larnaca                                                                 | Paesi Bassi                                                             | 4 – 1                                                                   | Svizzera                                                                | Cyprus Cup 2014 - Finale 9º posto                                       | 1                                                                       |                                                                         |
| 10-4-2014                                                               | Aarau                                                                   | Svizzera                                                                | 1 – 1                                                                   | Danimarca                                                               | Qual. Mondiali 2015                                                     | -                                                                       |                                                                         |
| 8-5-2014                                                                | Nyon                                                                    | Svizzera                                                                | 3 – 0                                                                   | Islanda                                                                 | Qual. Mondiali 2015                                                     | -                                                                       |                                                                         |
| 19-6-2014                                                               | Belgrado                                                                | Serbia                                                                  | 0 – 7                                                                   | Svizzera                                                                | Qual. Mondiali 2015                                                     | 2                                                                       |                                                                         |
| 20-8-2014                                                               | Cary                                                                    | Stati Uniti                                                             | 4 – 1                                                                   | Svizzera                                                                | Amichevole                                                              | -                                                                       | 73’                                                                     |
| 17-9-2014                                                               | Ħamrun                                                                  | Malta                                                                   | 0 – 4                                                                   | Svizzera                                                                | Qual. Mondiali 2015                                                     | 3                                                                       |                                                                         |
| 10-2-2015                                                               | Rotterdam                                                               | Paesi Bassi                                                             | 2 – 1                                                                   | Svizzera                                                                | Amichevole                                                              | -                                                                       |                                                                         |
| 13-2-2015                                                               | Dublino                                                                 | Irlanda                                                                 | 1 – 0                                                                   | Svizzera                                                                | Amichevole                                                              | -                                                                       |                                                                         |
| 4-3-2015                                                                | Lagos                                                                   | Svizzera                                                                | 2 – 0                                                                   | Islanda                                                                 | Algarve Cup 2015 - 1º turno                                             | -                                                                       |                                                                         |
| 6-3-2015                                                                | Albufeira                                                               | Stati Uniti                                                             | 3 – 0                                                                   | Svizzera                                                                | Algarve Cup 2015 - 1º turno                                             | -                                                                       |                                                                         |
| 10-3-2015                                                               | Parchal                                                                 | Norvegia                                                                | 2 – 2                                                                   | Svizzera                                                                | Algarve Cup 2015 - 1º turno                                             | -                                                                       | 46’                                                                     |
| 12-3-2015                                                               | Albufeira                                                               | Brasile                                                                 | 4 – 1                                                                   | Svizzera                                                                | Algarve Cup 2015 - Finale 7º posto                                      | -                                                                       |                                                                         |
| 5-4-2015                                                                | Göteborg                                                                | Svezia                                                                  | 1 – 3                                                                   | Svizzera                                                                | Amichevole                                                              | 1                                                                       |                                                                         |
| 27-5-2015                                                               | Basilea                                                                 | Svizzera                                                                | 1 – 3                                                                   | Germania                                                                | Amichevole                                                              | -                                                                       |                                                                         |
| 8-6-2015                                                                | Vancouver                                                               | Giappone                                                                | 1 – 0                                                                   | Svizzera                                                                | Mondiali 2015 - 1º turno                                                | -                                                                       |                                                                         |
| 12-6-2015                                                               | Montréal                                                                | Svizzera                                                                | 10 – 1                                                                  | Ecuador                                                                 | Mondiali 2015 - 1º turno                                                | 1                                                                       |                                                                         |
| 17-6-2015                                                               | Edmonton                                                                | Svizzera                                                                | 1 – 2                                                                   | Camerun                                                                 | Mondiali 2015 - 1º turno                                                | 1                                                                       |                                                                         |
| 21-6-2015                                                               | Ottawa                                                                  | Canada                                                                  | 1 – 0                                                                   | Svizzera                                                                | Mondiali 2015 - Ottavi di finale                                        | -                                                                       |                                                                         |
| 23-9-2015                                                               | Friburgo                                                                | Svizzera                                                                | 4 – 1                                                                   | Danimarca                                                               | Amichevole                                                              | 2                                                                       |                                                                         |
| 24-10-2015                                                              | Cesena                                                                  | Italia                                                                  | 0 – 3                                                                   | Svizzera                                                                | Qual. Euro 2017                                                         | 1                                                                       |                                                                         |
| 27-10-2015                                                              | Bienne                                                                  | Svizzera                                                                | 4 – 0                                                                   | Georgia                                                                 | Qual. Euro 2017                                                         | 1                                                                       |                                                                         |
| 26-11-2015                                                              | Lurgan                                                                  | Irlanda del Nord                                                        | 1 – 8                                                                   | Svizzera                                                                | Qual. Euro 2017                                                         | 1                                                                       | 59’                                                                     |
| 1-12-2015                                                               | Neuchâtel                                                               | Svizzera                                                                | 5 – 1                                                                   | Rep. Ceca                                                               | Qual. Euro 2017                                                         | 1                                                                       | 67’                                                                     |
| 2-3-2016                                                                | Groninga                                                                | Svizzera                                                                | 3 – 4                                                                   | Paesi Bassi                                                             | Qual. Olimpiadi 2016                                                    | -                                                                       |                                                                         |
| 5-3-2016                                                                | Rotterdam                                                               | Svezia                                                                  | 1 – 0                                                                   | Svizzera                                                                | Qual. Olimpiadi 2016                                                    | -                                                                       |                                                                         |
| 9-4-2016                                                                | Lucerna                                                                 | Svizzera                                                                | 2 – 1                                                                   | Italia                                                                  | Qual. Euro 2017                                                         | -                                                                       | 68’                                                                     |
| 4-6-2016                                                                | Olomouc                                                                 | Rep. Ceca                                                               | 0 – 5                                                                   | Svizzera                                                                | Qual. Euro 2017                                                         | 2                                                                       |                                                                         |
| 15-9-2016                                                               | Tbilisi                                                                 | Georgia                                                                 | 0 – 3                                                                   | Svizzera                                                                | Qual. Euro 2017                                                         | 1                                                                       |                                                                         |
| 20-9-2016                                                               | Aarau                                                                   | Svizzera                                                                | 4 – 0                                                                   | Irlanda del Nord                                                        | Qual. Euro 2017                                                         | -                                                                       |                                                                         |
| 1-3-2017                                                                | Nicosia                                                                 | Belgio                                                                  | 2 – 2                                                                   | Svizzera                                                                | Cyprus Cup 2017 - 1º turno                                              | -                                                                       | 62’                                                                     |
| 4-3-2017                                                                | Larnaca                                                                 | Svizzera                                                                | 1 – 0                                                                   | Corea del Nord                                                          | Cyprus Cup 2017 - 1º turno                                              | -                                                                       |                                                                         |
| 6-3-2017                                                                | Larnaca                                                                 | Italia                                                                  | 0 – 6                                                                   | Svizzera                                                                | Cyprus Cup 2017 - 1º turno                                              | 2                                                                       |                                                                         |
| 8-3-2017                                                                | Nicosia                                                                 | Svizzera                                                                | 1 – 0                                                                   | Corea del Sud                                                           | Cyprus Cup 2017 - Finale                                                | -                                                                       |                                                                         |
| 10-4-2017                                                               | Trondheim                                                               | Norvegia                                                                | 2 – 1                                                                   | Svizzera                                                                | Amichevole                                                              | -                                                                       |                                                                         |
| 11-6-2017                                                               | Ginevra                                                                 | Svizzera                                                                | 0 – 4                                                                   | Inghilterra                                                             | Amichevole                                                              | -                                                                       |                                                                         |
| 18-7-2017                                                               | Breda                                                                   | Austria                                                                 | 1 – 0                                                                   | Svizzera                                                                | Euro 2017 - 1º turno                                                    | -                                                                       |                                                                         |
| 22-7-2017                                                               | Deventer                                                                | Islanda                                                                 | 1 – 2                                                                   | Svizzera                                                                | Euro 2017 - 1º turno                                                    | -                                                                       |                                                                         |
| 26-7-2017                                                               | Utrecht                                                                 | Svizzera                                                                | 1 – 1                                                                   | Francia                                                                 | Euro 2017 - 1º turno                                                    | 1                                                                       |                                                                         |
| 15-9-2017                                                               | Elbasan                                                                 | Albania                                                                 | 1 – 4                                                                   | Svizzera                                                                | Qual. Mondiali 2019                                                     | 1                                                                       |                                                                         |
| 19-9-2017                                                               | Zurigo                                                                  | Svizzera                                                                | 2 – 1                                                                   | Polonia                                                                 | Qual. Mondiali 2019                                                     | -                                                                       |                                                                         |
| 23-10-2017                                                              | Yokohama                                                                | Giappone                                                                | 2 – 0                                                                   | Svizzera                                                                | Amichevole                                                              | -                                                                       |                                                                         |
| 24-11-2017                                                              | Bienne                                                                  | Svizzera                                                                | 3 – 0                                                                   | Bielorussia                                                             | Qual. Mondiali 2019                                                     | -                                                                       |                                                                         |
| 28-11-2017                                                              | Sciaffusa                                                               | Svizzera                                                                | 5 – 1                                                                   | Albania                                                                 | Qual. Mondiali 2019                                                     | -                                                                       |                                                                         |
| 28-2-2018                                                               | Larnaca                                                                 | Italia                                                                  | 3 – 0                                                                   | Svizzera                                                                | Cyprus Cup 2018 - 1º turno                                              | -                                                                       |                                                                         |
| 2-3-2018                                                                | Larnaca                                                                 | Svizzera                                                                | 4 – 0                                                                   | Finlandia                                                               | Cyprus Cup 2018 - 1º turno                                              | 1                                                                       | 78’                                                                     |
| 5-3-2018                                                                | Nicosia                                                                 | Svizzera                                                                | 0 – 0                                                                   | Galles                                                                  | Cyprus Cup 2018 - 1º turno                                              | -                                                                       | 46’                                                                     |
| 7-3-2018                                                                | Paralimni                                                               | Corea del Nord                                                          | 2 – 1                                                                   | Svizzera                                                                | Cyprus Cup 2018 - Finale 3º posto                                       | -                                                                       |                                                                         |
| 5-4-2018                                                                | Zurigo                                                                  | Svizzera                                                                | 1 – 0                                                                   | Scozia                                                                  | Qual. Mondiali 2019                                                     | -                                                                       |                                                                         |
| 12-6-2018                                                               | Minsk                                                                   | Bielorussia                                                             | 0 – 5                                                                   | Svizzera                                                                | Qual. Mondiali 2019                                                     | 1                                                                       | 83’                                                                     |
| 4-9-2018                                                                | Chorzów                                                                 | Polonia                                                                 | 0 – 0                                                                   | Svizzera                                                                | Qual. Mondiali 2019                                                     | -                                                                       |                                                                         |
| 6-10-2018                                                               | Bruxelles                                                               | Belgio                                                                  | 2 – 2                                                                   | Svizzera                                                                | Qual. Mondiali 2019                                                     | -                                                                       |                                                                         |
| 10-10-2018                                                              | Losanna                                                                 | Svizzera                                                                | 1 – 1                                                                   | Belgio                                                                  | Qual. Mondiali 2019                                                     | -                                                                       |                                                                         |
| 10-11-2018                                                              | Rotterdam                                                               | Paesi Bassi                                                             | 3 – 0                                                                   | Svizzera                                                                | Qual. Mondiali 2019                                                     | -                                                                       |                                                                         |
| 15-11-2018                                                              | Sciaffusa                                                               | Svizzera                                                                | 1 – 1                                                                   | Paesi Bassi                                                             | Qual. Mondiali 2019                                                     | -                                                                       |                                                                         |
| 27-2-2019                                                               | Faro                                                                    | Svezia                                                                  | 4 – 1                                                                   | Svizzera                                                                | Algarve Cup 2019 - 1º turno                                             | 1                                                                       |                                                                         |
| 4-3-2019                                                                | Parchal                                                                 | Svizzera                                                                | 3 – 1                                                                   | Portogallo                                                              | Algarve Cup 2019 - 1º turno                                             | 1                                                                       |                                                                         |
| 6-3-2019                                                                | Albufeira                                                               | Spagna                                                                  | 2 – 0                                                                   | Svizzera                                                                | Algarve Cup 2019 - 1º turno                                             | -                                                                       | 46’                                                                     |
| 5-4-2019                                                                | San Gallo                                                               | Svizzera                                                                | 0 – 0                                                                   | Finlandia                                                               | Amichevole                                                              | -                                                                       |                                                                         |
| 9-4-2019                                                                | Basilea                                                                 | Svizzera                                                                | 1 – 0                                                                   | Slovacchia                                                              | Amichevole                                                              | 1                                                                       |                                                                         |
| 3-9-2019                                                                | Losanna                                                                 | Svizzera                                                                | 4 – 0                                                                   | Lituania                                                                | Qual. Euro 2022                                                         | 1                                                                       |                                                                         |
| 4-10-2019                                                               | Vilnius                                                                 | Lituania                                                                | 0 – 3                                                                   | Svizzera                                                                | Qual. Euro 2022                                                         | 1                                                                       |                                                                         |
| 8-10-2019                                                               | Thun                                                                    | Svizzera                                                                | 2 – 0                                                                   | Croazia                                                                 | Qual. Euro 2022                                                         | 1                                                                       |                                                                         |
| 12-11-2019                                                              | Sciaffusa                                                               | Svizzera                                                                | 6 – 0                                                                   | Romania                                                                 | Qual. Euro 2022                                                         | 1                                                                       |                                                                         |
| 6-3-2020                                                                | Bienne                                                                  | Svizzera                                                                | 1 – 1                                                                   | Austria                                                                 | Amichevole                                                              | 1                                                                       |                                                                         |
| 10-3-2020                                                               | Dublino                                                                 | Irlanda                                                                 | 1 – 2                                                                   | Svizzera                                                                | Amichevole                                                              | -                                                                       |                                                                         |
| 18-9-2020                                                               | Zaprešić                                                                | Croazia                                                                 | 1 – 1                                                                   | Svizzera                                                                | Qual. Euro 2022                                                         | -                                                                       |                                                                         |
| 22-9-2020                                                               | Ginevra                                                                 | Svizzera                                                                | 2 – 1                                                                   | Belgio                                                                  | Qual. Euro 2022                                                         | -                                                                       |                                                                         |
| 27-10-2020                                                              | Mogoșoaia                                                               | Romania                                                                 | 0 – 2                                                                   | Svizzera                                                                | Qual. Euro 2022                                                         | 1                                                                       |                                                                         |
| 1-12-2020                                                               | Lovanio                                                                 | Belgio                                                                  | 4 – 0                                                                   | Svizzera                                                                | Qual. Euro 2022                                                         | -                                                                       |                                                                         |
| 9-4-2021                                                                | Chomutov                                                                | Rep. Ceca                                                               | 1 – 1                                                                   | Svizzera                                                                | Qual. Euro 2022                                                         | 1                                                                       |                                                                         |
| 13-4-2021                                                               | Friburgo                                                                | Svizzera                                                                | 1 – 1                                                                   | Rep. Ceca                                                               | Qual. Euro 2022                                                         | -                                                                       |                                                                         |
| 17-9-2021                                                               | Thun                                                                    | Svizzera                                                                | 4 – 1                                                                   | Lituania                                                                | Qual. Mondiali 2023                                                     | -                                                                       | 73’                                                                     |
| 21-9-2021                                                               | Chișinău                                                                | Moldavia                                                                | 0 – 6                                                                   | Svizzera                                                                | Qual. Mondiali 2023                                                     | 1                                                                       |                                                                         |
| 22-10-2021                                                              | Zurigo                                                                  | Svizzera                                                                | 2 – 0                                                                   | Romania                                                                 | Qual. Mondiali 2023                                                     | 2                                                                       |                                                                         |
| 26-10-2021                                                              | Basilea                                                                 | Svizzera                                                                | 5 – 0                                                                   | Croazia                                                                 | Qual. Mondiali 2023                                                     | 1                                                                       |                                                                         |
| 26-11-2021                                                              | Palermo                                                                 | Italia                                                                  | 1 – 2                                                                   | Svizzera                                                                | Qual. Mondiali 2023                                                     | 1                                                                       |                                                                         |
| 30-11-2021                                                              | Vilnius                                                                 | Lituania                                                                | 0 – 7                                                                   | Svizzera                                                                | Qual. Mondiali 2023                                                     | 1                                                                       |                                                                         |
| 8-4-2022                                                                | Bucarest                                                                | Romania                                                                 | 1 – 1                                                                   | Svizzera                                                                | Qual. Mondiali 2023                                                     | -                                                                       |                                                                         |
| 12-4-2022                                                               | Thun                                                                    | Svizzera                                                                | 0 – 1                                                                   | Italia                                                                  | Qual. Mondiali 2023                                                     | -                                                                       |                                                                         |
| 24-6-2022                                                               | Lipsia                                                                  | Germania                                                                | 7 – 0                                                                   | Svizzera                                                                | Amichevole                                                              | -                                                                       | 78’ 90+1’                                                               |
| 30-6-2022                                                               | Zurigo                                                                  | Svizzera                                                                | 0 – 4                                                                   | Inghilterra                                                             | Amichevole                                                              | -                                                                       | 46’                                                                     |
| 9-7-2022                                                                | Leigh                                                                   | Portogallo                                                              | 2 – 2                                                                   | Svizzera                                                                | Euro 2022 - 1º turno                                                    | -                                                                       |                                                                         |
| 13-7-2022                                                               | Sheffield                                                               | Svezia                                                                  | 2 – 1                                                                   | Svizzera                                                                | Euro 2022 - 1º turno                                                    | -                                                                       |                                                                         |
| 17-7-2022                                                               | Brighton                                                                | Svizzera                                                                | 1 – 4                                                                   | Paesi Bassi                                                             | Euro 2022 - 1º turno                                                    | -                                                                       |                                                                         |
| 2-9-2022                                                                | Spalato                                                                 | Croazia                                                                 | 0 – 2                                                                   | Svizzera                                                                | Qual. Mondiali 2023                                                     | -                                                                       |                                                                         |
| 6-9-2022                                                                | Losanna                                                                 | Svizzera                                                                | 15 – 0                                                                  | Moldavia                                                                | Qual. Mondiali 2023                                                     | 3                                                                       |                                                                         |
| 11-10-2022                                                              | Zurigo                                                                  | Svizzera                                                                | 2 – 1                                                                   | Galles                                                                  | Qual. Mondiali 2023                                                     | -                                                                       | Rigore fallito                                                          |
| 17-2-2023                                                               | Algeciras                                                               | Polonia                                                                 | 0 – 0                                                                   | Svizzera                                                                | Amichevole                                                              | -                                                                       |                                                                         |
| 21-2-2023                                                               | Marbella                                                                | Svizzera                                                                | 1 – 1                                                                   | Polonia                                                                 | Amichevole                                                              | -                                                                       | 75’                                                                     |
| 6-4-2023                                                                | Lucerna                                                                 | Svizzera                                                                | 0 – 0                                                                   | Cina                                                                    | Amichevole                                                              | -                                                                       | 79’                                                                     |
| 11-4-2023                                                               | Zurigo                                                                  | Svizzera                                                                | 1 – 2                                                                   | Islanda                                                                 | Amichevole                                                              | -                                                                       | 89’                                                                     |
| Totale                                                                  |                                                                         | Presenze                                                                | 144                                                                     |                                                                         | Reti                                                                    | 67                                                                      |                                                                         |

| Cronologia completa delle presenze e delle reti in nazionale ― Svizzera under 20 | Cronologia completa delle presenze e delle reti in nazionale ― Svizzera under 20 | Cronologia completa delle presenze e delle reti in nazionale ― Svizzera under 20 | Cronologia completa delle presenze e delle reti in nazionale ― Svizzera under 20 | Cronologia completa delle presenze e delle reti in nazionale ― Svizzera under 20 | Cronologia completa delle presenze e delle reti in nazionale ― Svizzera under 20 | Cronologia completa delle presenze e delle reti in nazionale ― Svizzera under 20 | Cronologia completa delle presenze e delle reti in nazionale ― Svizzera under 20 |
| Data                                                                             | Città                                                                            | In casa                                                                          | Risultato                                                                        | Ospiti                                                                           | Competizione                                                                     | Reti                                                                             | Note                                                                             |
| -------------------------------------------------------------------------------- | -------------------------------------------------------------------------------- | -------------------------------------------------------------------------------- | -------------------------------------------------------------------------------- | -------------------------------------------------------------------------------- | -------------------------------------------------------------------------------- | -------------------------------------------------------------------------------- | -------------------------------------------------------------------------------- |
| 14-7-2010                                                                        | Dresda                                                                           | Svizzera under 20                                                                | 0 – 4                                                                            | Corea del Sud under 20                                                           | Mondiali under 20 2010 - 1º turno                                                | -                                                                                | 77’                                                                              |
| 17-7-2010                                                                        | Dresda                                                                           | Stati Uniti under 20                                                             | 5 – 0                                                                            | Svizzera under 20                                                                | Mondiali under 20 2010 - 1º turno                                                | -                                                                                |                                                                                  |
| 21-7-2010                                                                        | Bochum                                                                           | Ghana under 20                                                                   | 2 – 0                                                                            | Svizzera under 20                                                                | Mondiali under 20 2010 - 1º turno                                                | -                                                                                |                                                                                  |
| Totale                                                                           |                                                                                  | Presenze                                                                         | 3                                                                                |                                                                                  | Reti                                                                             | 0                                                                                |                                                                                  |

| Cronologia completa delle presenze e delle reti in nazionale ― Svizzera under 19 | Cronologia completa delle presenze e delle reti in nazionale ― Svizzera under 19 | Cronologia completa delle presenze e delle reti in nazionale ― Svizzera under 19 | Cronologia completa delle presenze e delle reti in nazionale ― Svizzera under 19 | Cronologia completa delle presenze e delle reti in nazionale ― Svizzera under 19 | Cronologia completa delle presenze e delle reti in nazionale ― Svizzera under 19 | Cronologia completa delle presenze e delle reti in nazionale ― Svizzera under 19 | Cronologia completa delle presenze e delle reti in nazionale ― Svizzera under 19 |
| Data                                                                             | Città                                                                            | In casa                                                                          | Risultato                                                                        | Ospiti                                                                           | Competizione                                                                     | Reti                                                                             | Note                                                                             |
| -------------------------------------------------------------------------------- | -------------------------------------------------------------------------------- | -------------------------------------------------------------------------------- | -------------------------------------------------------------------------------- | -------------------------------------------------------------------------------- | -------------------------------------------------------------------------------- | -------------------------------------------------------------------------------- | -------------------------------------------------------------------------------- |
| 13-9-2006                                                                        | Šenčur                                                                           | Slovenia under 19                                                                | 0 – 2                                                                            | Svizzera under 19                                                                | Amichevole                                                                       | -                                                                                | 68’                                                                              |
| 26-9-2006                                                                        | Adalia                                                                           | Turchia under 19                                                                 | 0 – 5                                                                            | Svizzera under 19                                                                | Qual. Europeo under 19 2007                                                      | 1                                                                                | 75’                                                                              |
| 29-9-2006                                                                        | Adalia                                                                           | Svizzera under 19                                                                | 3 – 0                                                                            | Ungheria under 19                                                                | Qual. Europeo under 19 2007                                                      | 1                                                                                |                                                                                  |
| 1-10-2006                                                                        | Adalia                                                                           | Portogallo under 19                                                              | 2 – 2                                                                            | Svizzera under 19                                                                | Qual. Europeo under 19 2007                                                      | 1                                                                                |                                                                                  |
| 27-3-2007                                                                        | Dublino                                                                          | Irlanda under 19                                                                 | 0 – 2                                                                            | Svizzera under 19                                                                | Amichevole                                                                       | 1                                                                                | 85’                                                                              |
| 10-4-2007                                                                        | Borgo Valsugana                                                                  | Svizzera under 19                                                                | 5 – 0                                                                            | Serbia under 19                                                                  | Qual. Europeo under 19 2007                                                      | -                                                                                | 70’                                                                              |
| 12-4-2007                                                                        | Trento                                                                           | Italia under 19                                                                  | 3 – 2                                                                            | Svizzera under 19                                                                | Qual. Europeo under 19 2007                                                      | -                                                                                |                                                                                  |
| 15-4-2007                                                                        | Mezzolombardo                                                                    | Svizzera under 19                                                                | 1 – 3                                                                            | Spagna under 19                                                                  | Qual. Europeo under 19 2007                                                      | -                                                                                |                                                                                  |
| 5-9-2007                                                                         | Wolvertem                                                                        | Belgio under 19                                                                  | 1 – 3                                                                            | Svizzera under 19                                                                | Amichevole                                                                       | 2                                                                                | 78’                                                                              |
| 27-9-2007                                                                        | Nemšová                                                                          | Slovacchia under 19                                                              | 0 – 3                                                                            | Svizzera under 19                                                                | Qual. Europeo under 19 2008                                                      | -                                                                                |                                                                                  |
| 29-9-2007                                                                        | Stankovce                                                                        | Svizzera under 19                                                                | 6 – 2                                                                            | Croazia under 19                                                                 | Qual. Europeo under 19 2008                                                      | 2                                                                                |                                                                                  |
| 2-10-2007                                                                        | Novo Mesto                                                                       | Irlanda under 19                                                                 | 3 – 2                                                                            | Svizzera under 19                                                                | Qual. Europeo under 19 2008                                                      | -                                                                                |                                                                                  |
| 20-2-2008                                                                        | Tavagnacco                                                                       | Italia under 19                                                                  | 3 – 2                                                                            | Svizzera under 19                                                                | Amichevole                                                                       | -                                                                                |                                                                                  |
| 21-3-2008                                                                        | Nymburk                                                                          | Rep. Ceca under 19                                                               | 3 – 1                                                                            | Svizzera under 19                                                                | Amichevole                                                                       | -                                                                                | 73’ 76’                                                                          |
| 24-4-2008                                                                        | Renens                                                                           | Svizzera under 19                                                                | 0 – 2                                                                            | Danimarca under 19                                                               | Qual. Europeo under 19 2008                                                      | -                                                                                |                                                                                  |
| 26-4-2008                                                                        | Losanna                                                                          | Svizzera under 19                                                                | 2 – 2                                                                            | Scozia under 19                                                                  | Qual. Europeo under 19 2008                                                      | 1                                                                                |                                                                                  |
| 29-4-2008                                                                        | Yverdon                                                                          | Svizzera under 19                                                                | 4 – 1                                                                            | Bielorussia under 19                                                             | Qual. Europeo under 19 2008                                                      | 3                                                                                |                                                                                  |
| 28-6-2008                                                                        | Sierre                                                                           | Svizzera under 19                                                                | 1 – 4                                                                            | Cile under 19                                                                    | Amichevole                                                                       | -                                                                                |                                                                                  |
| 29-8-2008                                                                        | Ščëlkovo                                                                         | Russia under 19                                                                  | 1 – 2                                                                            | Svizzera under 19                                                                | Amichevole                                                                       | 1                                                                                |                                                                                  |
| 31-8-2008                                                                        | Ščëlkovo                                                                         | Russia under 19                                                                  | 1 – 6                                                                            | Svizzera under 19                                                                | Amichevole                                                                       | 1                                                                                | 45’                                                                              |
| 25-9-2008                                                                        | Kragujevac                                                                       | Serbia under 19                                                                  | 0 – 2                                                                            | Svizzera under 19                                                                | Qual. Europeo under 19 2009                                                      | -                                                                                |                                                                                  |
| 27-9-2008                                                                        | Kragujevac                                                                       | Svizzera under 19                                                                | 5 – 0                                                                            | Kazakistan under 19                                                              | Qual. Europeo under 19 2009                                                      | 2                                                                                |                                                                                  |
| 10-4-2009                                                                        | Dublino                                                                          | Irlanda under 19                                                                 | 1 – 3                                                                            | Svizzera under 19                                                                | Amichevole                                                                       | 1                                                                                | 67’                                                                              |
| 12-4-2009                                                                        | Dublino                                                                          | Irlanda under 19                                                                 | 0 – 2                                                                            | Svizzera under 19                                                                | Amichevole                                                                       | 1                                                                                | 69’                                                                              |
| 23-4-2009                                                                        | Altbüron                                                                         | Svizzera under 19                                                                | 3 – 0                                                                            | Italia under 19                                                                  | Qual. Europeo under 19 2009                                                      | 1                                                                                |                                                                                  |
| 25-4-2009                                                                        | Brunnen                                                                          | Svizzera under 19                                                                | 7 – 3                                                                            | Paesi Bassi under 19                                                             | Qual. Europeo under 19 2009                                                      | 3                                                                                | 68’                                                                              |
| 28-4-2009                                                                        | Buochs                                                                           | Svizzera under 19                                                                | 6 – 1                                                                            | Romania under 19                                                                 | Qual. Europeo under 19 2009                                                      | 1                                                                                | 68’                                                                              |
| Totale                                                                           |                                                                                  | Presenze                                                                         | 27                                                                               |                                                                                  | Reti                                                                             | 23                                                                               |                                                                                  |

| Cronologia completa delle presenze e delle reti in nazionale ― Svizzera under 17 | Cronologia completa delle presenze e delle reti in nazionale ― Svizzera under 17 | Cronologia completa delle presenze e delle reti in nazionale ― Svizzera under 17 | Cronologia completa delle presenze e delle reti in nazionale ― Svizzera under 17 | Cronologia completa delle presenze e delle reti in nazionale ― Svizzera under 17 | Cronologia completa delle presenze e delle reti in nazionale ― Svizzera under 17 | Cronologia completa delle presenze e delle reti in nazionale ― Svizzera under 17 | Cronologia completa delle presenze e delle reti in nazionale ― Svizzera under 17 |
| Data                                                                             | Città                                                                            | In casa                                                                          | Risultato                                                                        | Ospiti                                                                           | Competizione                                                                     | Reti                                                                             | Note                                                                             |
| Totale                                                                           |                                                                                  | Presenze                                                                         | -                                                                                |                                                                                  | Reti                                                                             | -                                                                                |                                                                                  |
| -------------------------------------------------------------------------------- | -------------------------------------------------------------------------------- | -------------------------------------------------------------------------------- | -------------------------------------------------------------------------------- | -------------------------------------------------------------------------------- | -------------------------------------------------------------------------------- | -------------------------------------------------------------------------------- | -------------------------------------------------------------------------------- |

## Palmarès

### Club

#### Competizioni nazionali
- Campionato spagnolo: 4

Barcellona: 2019-2020, 2020-2021, 2021-2022, 2022-2023
- Coppa Svizzera: 1

Rot-Schwarz: 2008-2009
- Coppa di Germania: 1

1. FFC Francoforte: 2013-2014
- Supercoppa spagnola: 3

Barcellona: 2020, 2022, 2023
- Coppa della Regina: 3

Barcellona: 2019-2020, 2020-2021, 2021-2022

#### Competizioni internazionali
- UEFA Women's Champions League: 3

1. FFC Francoforte: 2014-2015
Barcellona: 2020-2021, 2022-2023

### Nazionale
- Cyprus Cup: 1

2017

### Individuali
- Capocannoniere del campionato svizzero: 1

Rot Schwarz: 2008-2009 (24 reti)